# Смурфики (фильм)
«Сму́рфики» (англ. The Smurfs) — американский семейный комедийный фильм Раджа Госнелла о смурфиках. Премьера в США состоялась 29 июля 2011 года, а в России — 11 августа того же года.

## Сюжет
Когда смурфики готовятся к празднику Голубой луны, Папа Смурф видит в своём котле видение Растяпы, тянущегося к палочке дракона и захвата Гаргамеля. Не желая того, чтобы это видение осуществилось, Папа запрещает Растяпе искать смурфокорень. Тот не слушается его и в итоге непреднамеренно ведёт Гаргамеля и Азраэля в деревню. Все смурфики спасаются бегством, пока Растяпа неосознанно бежит к Запрещенному водопаду, а за ним бегут Папа Смурф, Смурфетта, Ворчун, Благоразумник и Смельчак. Они находят его на краю обрыва и, пытаясь помочь ему подняться, их затягивает гигантский вихрь, который отправляет их в наши дни в Нью-Йорк. Что ещё хуже, Гаргамель и Азраэль следуют за ними через водоворот.
Смурфики оказываются в квартире Патрика и Грейс Уинслоу, супружеской и будущей пары, и их бассет-хаундом Элвей. Представившись и объяснив свою ситуацию, Уинслоу подружились с ними и позволили им остаться в своей квартире. На следующий день, в поисках «звездогляда» (телескопа), смурфики следуют за Патриком на его рабочее место в Анжелу Косметикс, неправильно понимая предыдущее объяснение его работы как гадания. Он звонит Грейс, чтобы та забрала их.
Однако, извлекая «сущность Смурфа» из пряди волос Смурфетты, Гаргамель также прибывает в Анжелу Косметикс и в конечном итоге получает одобрение со стороны босса Патрика Одиль, когда он использует большую часть своей приобретённой магии на её пожилой матери, восстанавливая её молодость и привлекательность. Гаргамель возобновляет свои поиски, узнав Патрика и следуя за ним в FAO Schwarz, но его арестовывают после кражи листодува другого человека и за то, что он вызвал хаос в магазине у некоторых покупателей, пытаясь поймать смурфиков.
Гаргамелю удаётся сбежать из тюрьмы с помощью мух (он столкнулся с мотыльком и попросил его привести орлов, чтобы помогли ему сбежать). К этому времени Папа Смурф умудряется подсчитать, когда он и остальные могут вернуться домой. Но сначала он должен выяснить заклинание, чтобы сделать это. Патрик говорит им, что в городе рядом с Анжелу Косметикс есть старый книжный магазин, в котором может быть заклинание, которое нужно Папе Смурфу.
Тем временем Патрик связывается со смурфиками после того, как отправил то, что он считал своей готовой рекламой, для публикации. Однако на следующий день Патрик узнаёт, что Растяпа случайно прикрепил первую попытку Патрика к рекламе (это изображение на тему голубой луны, в котором Патрик был недостаточно уверен в том, чтобы представить его), и он теряет самообладание, прежде чем уйти от смурфиков и Грейс, чтобы спасти свою работу.
Вынужденные искать самостоятельно, смурфики находят магазин и находят книгу «История смурфиков» исследователя Пейо, в которой содержится заклинание, заставляющее луну голубеть. Но, узнав об их местонахождении, Гаргамель пробирается в книжный магазин и находит палочку дракона, перенося в неё свою магию, используя её для захвата Папы Смурфа, когда он отправляет остальных в безопасное место. Несмотря на то, что смурфики пообещали Папе Смурфу, что они не будут пытаться спасти его и вернуться домой, Растяпа и Патрик, увидев ошибку своих действий после того, как Грейс предоставила ему сонограмму своего ребёнка, убедили их спланировать спасение.
В замке Бельведер, после увеличения силы драконьей палочки с помощью «сущности Смурфа», извлечённой из кусочков бороды Папы Смурфа, Гаргамель оказывается лицом ко всем смурфикам, вызванным Благоразумником в Нью-Йорк после того, как он вновь открыл вихрь, вызвав голубую луну. Когда армия смурфиков сражается с Гаргамелем, Смурфетта побеждает Азраэля и спасает Папу Смурфа, прежде чем они присоединяются к битве. Хотя Гаргамель пытается разбить смурфиков, убив Папу, Патрик спасает его, пока Смельчак выбивает палочку дракона из руки волшебника, но он роняет её.
Растяпа пытается поймать её, и, к удивлению Папы Смурфа, добивается успеха и отправляет Гаргамеля в мусорный бак, где его сбивает автобус с рекламой «Голубая луна», прежде чем Папа Смурф ломает ее. Вскоре после этого смурфики уходят, когда Патрик получает звонок от Одиль о том, что у него все ещё есть работа, потому что он, наконец, дал ей то, что она хочет, после того, как она заметила голубую луну, созданную Благоразумником. Позже у Патрика и Грейс появился мальчик, которого они назвали Блу в честь смурфиков, которые перестроят свою деревню в стиле Нью-Йорка.
После этого Гаргамель просыпается и узнаёт, что он все ещё в настоящем, и он смотрит на аудиторию, прежде чем сломать четвёртую стену и спросить их: «На что вы смотрите?» и взрывает их своей палочкой, заканчивая фильм.

## В ролях

### Люди
- Хэнк Азариа — Гаргамель, главный антагонист
- Нил Патрик Харрис — Патрик Уинслоу
- Джейма Мейс — Грейс Уинслоу
- София Вергара — Одиль Анжелу
- Тим Ганн — Анри
- Паула Пицци — мадам Анжелу

### Смурфики
- Джонатан Уинтерс — Папа Смурф
- Алан Камминг — Смельчак
- Кэти Перри — Смурфетта
- Фред Армисен — Благоразумник
- Джордж Лопез — Ворчун
- Антон Ельчин — Растяпа
- Кинан Томпсон — Сластёна
- Джон Оливер — Красавчик
- Гэри Басараба — Силач
- Пол Рубенс — Хохмач
- Том Кэйн — рассказчик

## Производство
В 1997 году продюсер Джордан Кёрнер отправил первое из серии писем агенту по лицензированию Smurfs Lafig Belgium, выразив заинтересованность в создании полнометражного фильма. Только в 2002 году, когда наследники Пейо прочитали Черновик экранизации фильма Кёрнера «Паутина Шарлотты», они приняли предложение Кёрнера. Дочь Пейо Вероника Каллифорд и её семья уже много лет хотели снять фильм о Смурфиках и говорили, что Кёрнер был первым человеком, который представил фильм, разделяющий их «видение и энтузиазм». Вскоре Кёрнер приступил к разработке трёхмерного художественного фильма CGI с участием Paramount Pictures и Nickelodeon Movies. В 2006 году Кёрнер сказал, что фильм планировался как трилогия и будет больше объяснять предысторию Гаргамеля. Он заявил: «Мы узнаем больше о Гаргамеле и зелье Смурфа, и как все это началось, и что на самом деле происходит в этом замке. Какова была его предыстория на самом деле. Есть Всемогущий волшебник… есть все виды вещей, которые раскрываются по мере нашего продвижения». Ранние анимационные кадры просочились в интернет в начале 2008 года. Создателям фильма было разрешено создать три новых Смурфа для фильма — Рассказчика, Безумца и Смельчака.
В июне 2008 года было объявлено, что Columbia Pictures и Sony Pictures Animation получили права на фильм от Lafig Belgium. Кёрнер сказал, что нынешний проект начался с Sony во время разговора с председателем правления-генеральным директором Майклом Линтоном, который вырос, наблюдая за Смурфиками в Нидерландах. Кёрнер объяснил: «он наслаждался ими, как и я, и предложил, чтобы это был фильм с живым действием/CG. Эми Паскаль точно так же чувствовала, что существует потенциальная серия фильмов в процессе создания». Сценаристы мультфильма Шрек 2, Дж. Дэвид Стем и Дэвид Н. Уайсс написали сценарий вместе с писателями-смотрителями зоопарка Джеем Шериком и Дэвидом Ронном. Стем и Уайсс также написали историю. Раджа Госнелл стал режиссёром фильма. Квентин Тарантино вёл переговоры о том, чтобы сыграть Благоразумника, однако они не увенчались успехом.

## Выход
Мировая премьера фильма состоялась 16 июня 2011 года в маленькой испанской деревушке Хускар. Чтобы отпраздновать премьеру, жители выкрасили всю деревню, включая церковь и другие исторические здания, в синий цвет. Двенадцать местных художников использовали 4000 литров синей краски, чтобы превратить традиционно белый Хускар в первую в мире деревню Смурфов. Несмотря на то, что Sony поклялась восстановить деревню в её прежнем виде, через шесть месяцев после премьеры жители проголосовали за сохранение цвета, который привёл в Хускар более 80 000 туристов.
В Соединённых Штатах фильм должен был выйти на экраны 17 декабря 2010 года, но его перенесли на 29 июля 2011 года, чтобы избежать конкуренции с фильмами «Медведь Йоги» и «Трон: Наследие». Фильм был временно перенесён ещё на 3 августа 2011 года, позже выход фильма снова вернули на 29 июля 2011 года. Sony объединилась с маркетинговыми партнёрами в США и Канаде, чтобы продвигать фильм через Mcdonald’s Happy Meals и Post Foods Brand Crush.

## Отзывы
Фильм получил в основном негативные отзывы. На Rotten Tomatoes из 120 рецензий положительными оказались 21 %. Консенсус критиков гласит: «В „Смурфиках“ собран безусловно талантливый состав актёров озвучивания и актёров живого исполнения, а в итоге их раздавливает голубая смесь самых низкопробных детских забав». На Metacritic средний рейтинг фильма составляет 30 баллов из 100 на основе 22 обзоров, что соответствует статусу «в основном неблагоприятные отзывы».

## Продолжение
31 июля 2013 года вышло продолжение «Смурфиков» — «Смурфики 2». В России премьера этого фильма состоялась 1 августа того же года. 23 марта 2017 года вышел фильм «Смурфики: Затерянная деревня», не являющийся продолжением предыдущих.